# Polyphylla sobrina
Polyphylla sobrina är en skalbaggsart som beskrevs av Thomas Casey 1914. Polyphylla sobrina ingår i släktet Polyphylla och familjen Melolonthidae. Inga underarter finns listade i Catalogue of Life.